# Deborah Berebichez
Deborah Berebichez Selechnick (Cidade do México) é uma física mexicana.
É a primeira mexicana a doutorar-se em física na Universidade Stanford. Orientada por George Papanicolaou e pelo Nobel de Física Robert Betts Laughlin, desenvolveu durante um trabalho de pesquisa financiado pela Fundação Nacional da Ciência (NSF) um novo método de focar ondas eletromagnéticas com extrema precisão no tempo e espaço. A aplicação destes métodos para a transmissão de dados é de grande significado prático.
Incentivada por um de seus antigos supervisores, um indiano que lhe possibilitou mediante acesso a seus tutoriais particulares seguir uma carreira científica, e independente de seus diversos trabalhos científicos, Debbie Berebichez trabalha com um conceito de compreensão geral da física, dentre outros com seu programa sobre "ciência no dia-a-dia" (em inglês:  Science of Everyday Life).
Atualmente ela pesquisa com Robert V. Kohn no Instituto Courant de Ciências Matemáticas. Além disso trabalha com Michael I. Weinstein no Departamento de Física Aplicada e Matemática Aplicada da Universidade Columbia.